# مارتینا کولمباری
مارتینا کولُمباری (به ایتالیایی: Martina Colombari) (زاده ۱۰ ژوئیه ۱۹۷۵) بازیگر سینما و تلویزیون، مجری تلویزیون و مدل ایتالیایی است. در سال ۱۹۹۱ او به عنوان دوشیزه ایتالیا انتخاب شد.

## زندگی‌نامه
کولمباری در ۱۰ ژوئیه ۱۹۷۵ در ریچونه در شمال کشور ایتالیا به دنیا آمد. در اکتبر ۱۹۹۱،  در سن ۱۶ سالگی، کلمبری برنده مسابقه زیبایی میس ایتالیا شد، در آن زمان جوان‌ترین برنده این رقابت شد. بعدها، او چندین برنامه تلویزیونی ایتالیایی از جمله Un disco per l'estate ، Vota la voce ، Super ، Goleada (با نام اصلی Galagoal) و Controcampo را میزبانی کرد یا به طور مشترک میزبانی کرد. او در فیلم دختران هرگز نمی گویند (۲۰۰۰) به کارگردانی کارلو وانزینا نقش اصلی را ایفا کرد و در فیلم های دیگری مانند پاپاراتزی (۱۹۹۸) و او (۲۰۰۱)، به ترتیب توسط نری پارنتی و تیموتی باند ظاهر شد. او همچنین نقشی تکراری در مجموعۀ تلویزیونی تلویزیونی افسران پلیس داشت.
کولمباری روی جلد مجلات متعددی از جمله نسخه‌های ایتالیایی مجله کاسموپولیتن (مه ۱۹۹۷) و مجله جی‌کیو (دسامبر ۲۰۰۰)، مجله مردان ایتالیایی Max (ژوئیه ۱۹۹۹، آوریل ۲۰۰۳ و اکتبر ۲۰۰۸) و موارد دیگر مانند Diva (دیوا) چاپ شده است. ۲۰۰۷)، Intimità (۲۰۰۷)، و Confidenze (۲۰۰۸).
در سال ۲۰۱۱، کولمباری زندگی‌نامه‌ای با عنوان La vita è una منتشر نمود.

## زندگی شخصی
در سال ۲۰۰۴، کولمباری با الساندرو کوستاکورتا بازیکن اسبق باشگاه فوتبال آ.ث. میلان ازدواج کرد و این زوج صاحب پسری به نام آشیل شدند. با وجود اینکه همسرش دوران طولانی در باشگاه میلان بازی ‌می‌کرد، اما او اعلام کرد که هوادار باشگاه فوتبال یوونتوس است.

## فیلم‌شناسی

### فیلم
| سال  | عنوان                     | نقش(ها)  | یادداشت    |
| ---- | ------------------------- | -------- | ---------- |
| ۱۹۹۱ | Abbronzatissimi           | مارتینا  |            |
| ۱۹۹۸ | پاپاراتزی                 | خودش     | حضور کوتاه |
| ۲۰۰۰ | آنچه دختران هرگز نمی‌گویند | فرانچسکا |            |
| ۲۰۰۱ | او                        | اوستانه  |            |
| ۲۰۱۵ | باربارا ای آیو            | باربارا  |            |
| ۲۰۱۹ | مارتینا سا نوتار          | سرنا     | فیلم کوتاه |

### تلویزیون
| سال       | عنوان                | نقش(ها)          | یادداشت                           |
| --------- | -------------------- | ---------------- | --------------------------------- |
| ۱۹۹۱      | خانم ایتالیا         | شرکت کننده-برنده | مسابقه سالانه زیبایی              |
| ۱۹۹۲      | دونا سوتو لو استل    | مدل              | نمایش مد                          |
| ۱۹۹۴      | Undisco per l'estate | میزبان مشترک     | جشنواره سالانه موسیقی             |
| ۱۹۹۶-۱۹۹۸ | گالاگول              | میزبان           | تاک شو                            |
| ۱۹۹۸-۱۹۹۹ | سنتروکمپو            | میزبان مشترک     | برنامه گفتگوی ورزشی               |
| ۲۰۰۲-۰۷   | افسران پلیس          | جویا کاپلو       | ۲۶ قسمت                           |
| ۲۰۰۳      | یک پزشک در خانواده   | کارلوتا          | قسمت: "Il tarlo del sospetto"     |
| ۲۰۰۴      | حق مشاوره            | کیارا باربیری    | ۲ قسمت                            |
| ۲۰۰۶      | سکس رادیویی          | مريم             | فیلم تلویزیونی                    |
| ۲۰۰۶-۲۰۰۸ | من سزارونی           | راشل             | ۱۱ قسمت                           |
| ۲۰۰۸      | فداتی دی من          | صوفیه            | فیلم تلویزیونی                    |
| ۲۰۰۸      | شخص خیلی مهم         | سابرینا          | فیلم تلویزیونی                    |
| ۲۰۰۹      | Così fan tutte       | مارتینا          | قسمت: "پنج"                       |
| ۲۰۰۹      | پدر ماتئو            | پائولا میشلی     | قسمت: "Sai chi viene a cena?"     |
| ۲۰۱۰-۲۰۱۱ | آل دی لا دل لاگو     | پاتریزیا آنجلونی | ۸ قسمت                            |
| ۲۰۱۱      | بیلا!                | شرکت کننده       | نمایش استعداد رقص                 |
| ۲۰۱۲      | Il restauratore      | مدالنا فابری     | ۱۲ قسمت                           |
| ۲۰۱۳      | انجام شد در gioco    | ایزابلا گوالتیری | ۲ قسمت                            |
| ۲۰۱۶      | غیر سنتی             | خودش             | قسمت: "پینوکیو راک"               |
| ۲۰۱۹      | خانم ایتالیا         | داور             | مسابقه سالانه زیبایی              |
| ۲۰۲۱      | هویت                 | شرکت کننده       | مسابقه تلویزیونی-برنامه تلویزیونی |
| ۲۰۲۳      | پچینو اکسپرس         | شرکت کننده       | نمایش واقعی                       |